# Mindy McCready
Pour les articles homonymes, voir McCready.
Malinda Gayle « Mindy » McCready (30 novembre 1975 – 17 février 2013 ) est une chanteuse country américaine. Active depuis 1995, elle enregistre un total de cinq albums studio. En 1996, son premier album, Ten Thousand Angels est sorti sous le label BNA Records et il fut certifié 2x Multi-Platine par le RIAA. Le 17 février 2013, Malinda tue le chien de famille et se suicide avec un fusil dans sa résidence de Heber Springs en Arkansas, exactement à l'endroit du suicide de son compagnon David Wilson, un mois avant.